# 尼日爾地理

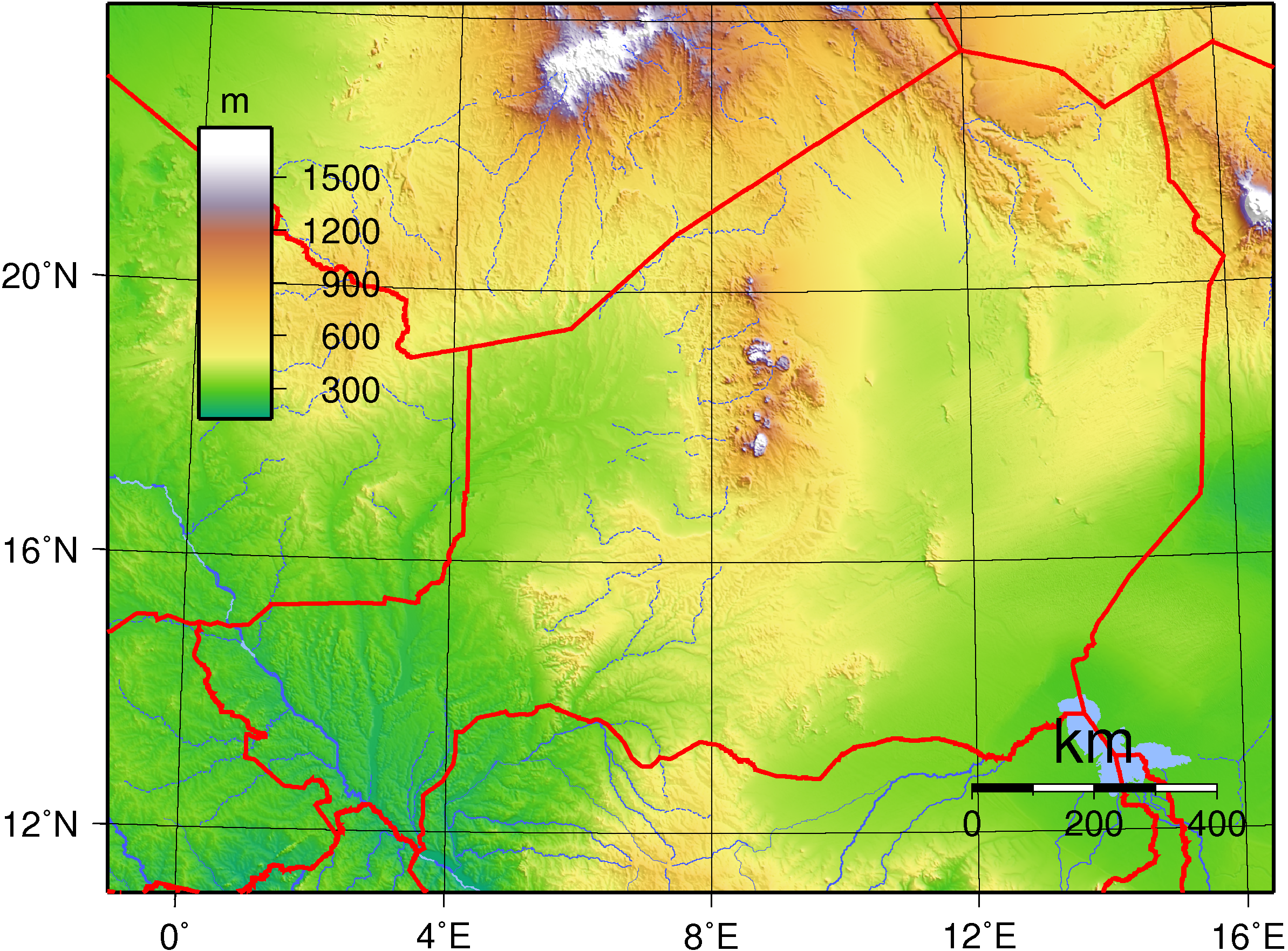
尼日爾地形

尼日爾是位於西非的一個內陸國，撒哈拉沙漠和撒哈拉以南非洲的交界處。尼日爾的國土面積有1267000平方公里，其中1266700平方公里是土地，300平方公里是水域，其面積接近兩個德克薩斯州的大小。尼日爾國土大多數地區都是沙漠，氣候也炎熱乾燥。